# Lotto Dstny Ladies/2024

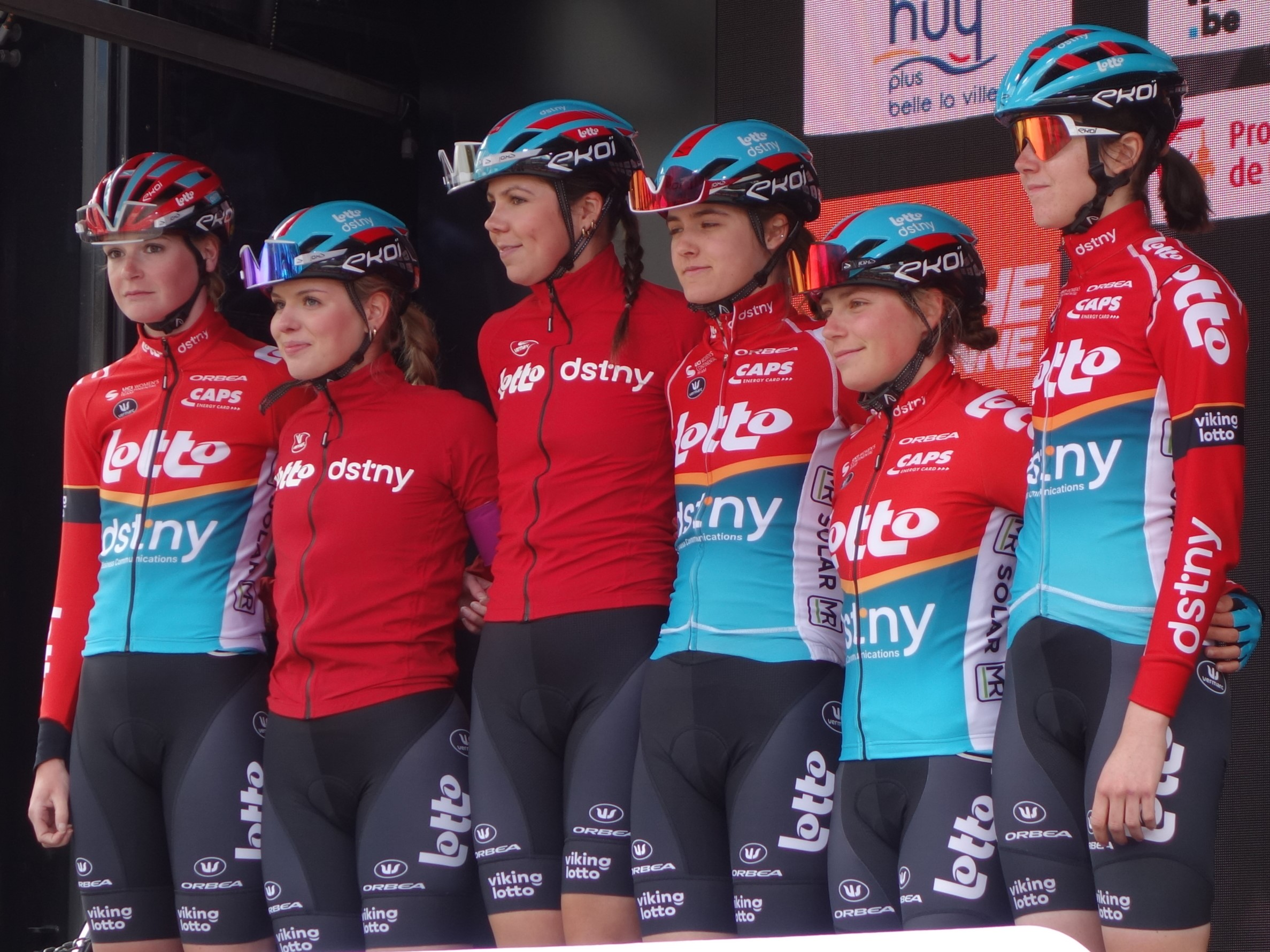
Het team in de Waalse Pijl 2024.

Deze pagina geeft een overzicht van de vrouwenwielerploeg Lotto Dstny Ladies in 2024.

## Algemeen
Algemeen manager: Kurt Van de Wouwer
Ploegleiders: Grace Verbeke, Dirk Onghena
Fietsmerk: Orbea

## Renners
| Naam                  | Geboortedatum | Nationaliteit    | Ploeg 2023                      |
| --------------------- | ------------- | ---------------- | ------------------------------- |
| Wilma Aintila         | 12-04-2004    | Finland          |                                 |
| Maureen Arens         | 16-04-2003    | Nederland        | AG Insurance NXTG U23           |
| Fauve Bastiaenssen    | 22-10-1997    | België           |                                 |
| Dina Boels            | 14-01-2005    | België           | Van Moer Logistics Cycling Team |
| Katrijn De Clercq     | 05-02-2002    | België           |                                 |
| Audrey De Keersmaeker | 09-07-1999    | België           | De Ceuster-Bonache              |
| Mieke Docx            | 08-06-1996    | België           |                                 |
| Esmée Gielkens        | 12-09-2001    | België           |                                 |
| Alberte Greve         | 16-09-2005    | Denemarken       | Team Rytger                     |
| Quinty van de Guchte  | 09-09-1999    | Nederland        |                                 |
| Julie Hendrickx       | 08-08-2003    | België           |                                 |
| Thalita de Jong       | 06-11-1993    | Nederland        | Liv Racing TeqFind              |
| Julie Nicolaes        | 01-01-2004    | België           |                                 |
| Samantha Scott        | 01-05-2005    | Verenigde Staten | Competitive Edge Racing         |
| Sterre Vervloet       | 26-11-2003    | België           |                                 |
| Anna van Wersch       | 14-08-2001    | Nederland        | Van der Velden Adviseurs - MTD  |

### Vertrokken
| Naam                | Geboortedatum | Nationaliteit | Ploeg 2024              |
| ------------------- | ------------- | ------------- | ----------------------- |
| Kristýna Burlová    | 25-03-2002    | Tsjechië      | Lifeplus Wahoo          |
| Mette Egtoft Jensen | 15-02-2001    | Denemarken    | ?                       |
| Mijntje Geurts      | 25-10-2003    | Nederland     | Visma-Lease a Bike      |
| Ines Van de Paar    | 03-03-2003    | België        | KDM - Pack Cycling Team |
| Julie Sap           | 10-06-1992    | België        | Fenix-Deceuninck        |
| Marla Sigmund       | 23-06-2003    | Duitsland     | ?                       |

## Overwinningen
| Kampioenschappen Denemarken - tijdrit U23: Alberte Greve Finland - tijdrit U23: Wilma Aintila Ronde van Normandië Puntenklassement: Thalita de Jong Ronde van Bretagne Puntenklassement: Thalita de Jong Bergklassement: Thalita de Jong Tour de l'Ardèche 1e etappe: Thalita de Jong 2e etappe: Thalita de Jong Eindklassement: Thalita de Jong Puntenklassement: Thalita de Jong Bergklassement: Thalita de Jong | Tour de la Semois 2e etappe: Thalita de Jong Bergklassement: Thalita de Jong |  |

2006 · 2007 · 2008 · 2009 · 2010 · 2011 · 2012 · 2013 · 2014 · 2015 · 2016 · 2017 · 2018 · 2019 · 2020 · 2021 · 2022 · 2023 · 2024